# Pons (Charente-Maritime)
Pons település Franciaországban, Charente-Maritime megyében. Lakosainak száma 4308 fő (2022. január 1.). Pons Avy, Belluire, Biron, Bougneau, Fléac-sur-Seugne, Jazennes, Mazerolles, Saint-Léger és Saint-Quantin-de-Rançanne községekkel határos.

## Népesség
A település népességének változása:
| Lakosok száma | 4824 | 4861 | 4412 | 4454 | 4116 | 4121 | 4182 | 4203 | 4206 | 4308 |
|               | 1968 | 1982 | 1990 | 2006 | 2013 | 2015 | 2017 | 2019 | 2020 | 2022 |